# Храм на Траян
Храмът на божествения Траян (на латински: Templum Divi Traiani или Aedes Divi Traiani, а също Templum Divi Traiani Partici et Plotinae) е римски храм построен през 2 век в непосредствена близост до форума на Траян.

## Местоположение
Мястото, където се е издигал храмът, не е определено с голяма точност, а най-общо за негово местоположение се сочи пространството на северозапад от Траяновата колона. Дълго време се е предполагало, че разположеният в непосредствена близост до нея дворец Валентини е построен, поне частично, над останките от храма и със строителен материал от него. Съобразно авторитетната хипотеза на италианския археолог и архитект Итало Джизмонди масивната сграда е била разположена в свое собствено площадно място оградено от стени, на една ос с колоната, и е представлявала част от първоначалния проект за Форума на Траян. Проведени през 90-те години на 20 век разкопки в сутерена на двореца откриват доказателства единствено за наличието на инсули с много по плитки основи от тези необходими на един подобен храм. Тези разкрития дават повод да се изгради друга хипотеза, според която дворът на дворецът Валентини в общи линии съответства с местоположението на челата на храма, а самата сграда е била разположена на север под ъгъл спрямо Траяновата колона. След проведени нови разкопки от 2007 до 2010 година, там където според Джизмонди се издига една от стените, ограждащи площада на храма, всъщност се е намирал монументален извит портик с три разположени дъговидно от външната му страна големи сгради, които са идентифицирани като реторически училища или библиотеки (част от Атеней построен от Адриан). През 2011 година е изказана хипотеза, че част от подиума на храма е открит в центъра на пространството, ограничено в западна посока от портика с трите сгради и жилищните инсули в източна посока. Малкото площадно пространство около него е оградено от стени или колонади с формата на подкова, а ориентацията на сградата е на една ос с колоната.

## История
Храмът на божествения Траян може да е бил проектиран още от Аполодор Дамаски, но построяването му се свързва с Адриан, който се зарича да построи храм на своя предшественик. Желанието му Траян да бъде обожествен и удостоен със свой храм е прието от сената през 117 г. Строителството вероятно е част от мащабната строителна програма предприета от новия император в тази част на града, за което свидетелстват множеството тухли с щампи датирани от около 123 – 125 г. Сградата е завършена през 126 или 127 г. като при откриването си тя е посветена освен на Траян и на починалата му съпруга Плотина. Според История на императорите това е единствения храм, на който Адриан е позволил да бъде изписано името му.

## Архитектура
Сведенията за облика на храма са ограничени и предмет на дискусия. От образи изсечени върху монети се прави извода, че сградата е издигната на подиум имащ значителната височина от над четири метра. Сред малкото физически останки на храма се считат запазени стволове от монолитни гранитни колони, един от който се намира в близост до Траяновата колона и има дължина от 14,8 метра. Заедно с капитела и базата си тази колосална колона е имала дължина от 17,7 метра (60 римски фута) и диаметър в долната си част от 1,858 метра. Ордерът на колоните е бил коринтски. Големината на колоните е аналогична с тези от Храмът на Марс Ултор и последния вариант на Храмът на Юпитер Капитолийски. Това дава повод на някои учени да твърдят, че сградата е със сходен на тези други два храма размер като ширината се изчислява на 36 метра.
Традиционно се приема, съобразно данни от изображенията на монети, че Храмът на божествения Траян е бил изпълнен в октастил т.е. с осем колони от лицевата си страна, но вследствие на проучванията от 2011 година и вероятността да е била открита част от подиума се изтъква и хипотезата в действителност да е в хексастил (с шест колони), което би обосновало относително по-малък размер на сградата. Съобразно тази нова хипотеза храмът е бил изграден по-примера на Храмът на Антонин и Фаустина. Антаблеманът и фронтонът са били богато декорирани с релефни и скулптурни фигурални композиции подобно на същите части от Храмът на Марс Ултор.
За вътрешността на сградата е изказана хипотезата, че челата е имала неф ограничено от двете си дълги страни с двуетажни редове от колони като в дъното се е намирала апсида, в която е била разположена култовата статуя на Траян. Върху монети тази статуя изобразява императора гол до кръста и в седнала поза с вдигната дясна ръка (може би държаща скиптър) и лява ръка (може би държаща крилата Виктория) почиваща в скута.